# Dahlen (Dakota Północna)
Dahlen – jednostka osadnicza w Stanach Zjednoczonych, w stanie Dakota Północna, w hrabstwie Nelson.